# Le Monde musical
Le Monde musical fue una revista musical fundada en 1889 por el fabricante de pianos Édouard Mangeot (1835-1898).
Auguste Mangeot, hijo del fundador, primo de Georges Dandelot y creador, con Alfred Cortot de la École normale de musique de París, asumió la dirección y fue también uno de los críticos.
Esta revista desapareció al comienzo de la Segunda Guerra Mundial.

## Las ilustraciones deLe Monde musical

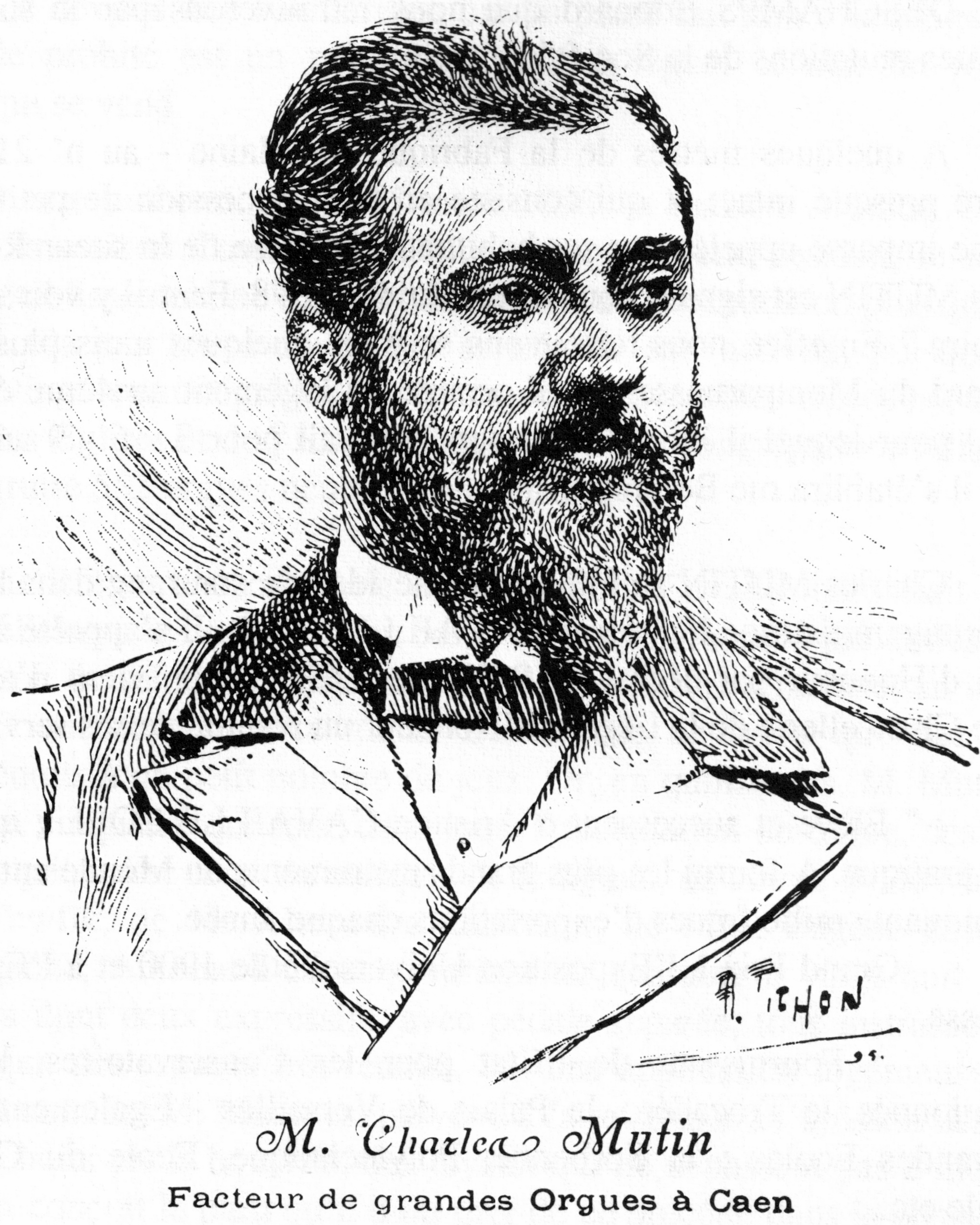
Retrato de Charles Mutin, 30 de enero de 1895.
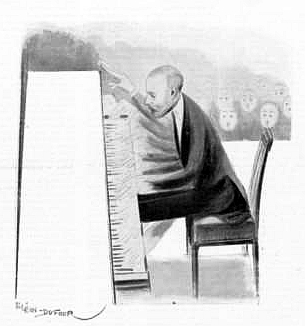
Retrato de Francisco Planté salle Érard en 1902.
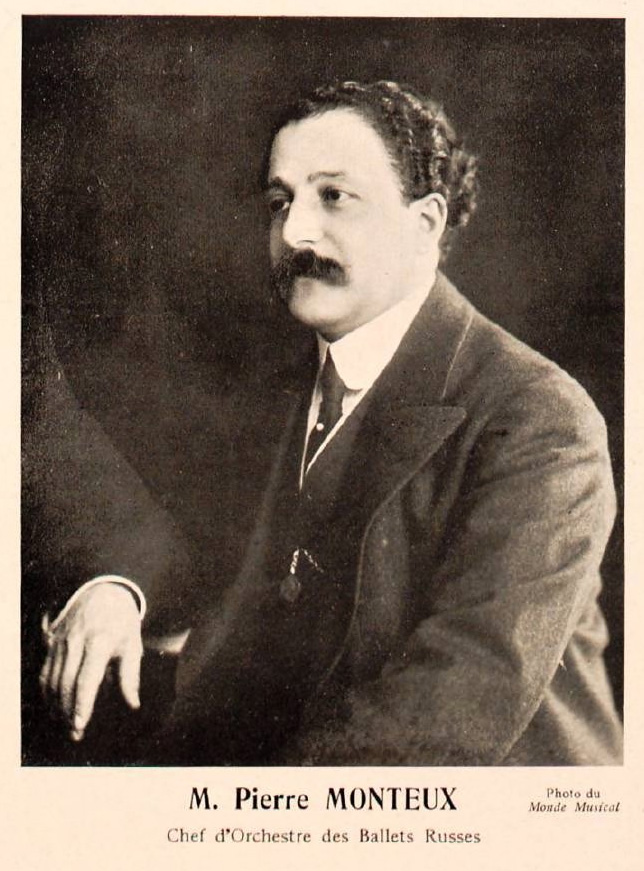
Retrato de Pierre Monteux, alrededor de 1911.